# 6086 Vrchlicky
6086 Vrchlicky este o planetă minoră (asteroid), cu un diametru de 7,618 km, din centura de asteroizi. A fost descoperită pe 15 noiembrie 1987 la Observatorul Kleť de Zdeňka Vávrová⁠(d) și a fost numită după Jaroslav Vrchlický⁠(d). 
Obiectul prezintă o orbită caracterizată de o semiaxă mare de 2,7219147 UAi, o excentricitate de 0,17, o înclinație de 8,9406 ° în raport cu ecliptica.